# Southendské molo
Southendské molo je se svou délkou 2 158 metrů nejdelší na světě. Nachází se v Southend-on-Sea v Anglii při ústí řeky Temže do Severního moře. Bylo postaveno v letech 1829 až 1830 ze dřeva. Později bylo vybudováno molo železné. Za druhé světové války bylo v letech 1939 až 1945 pro veřejnost uzavřeno.